# Міссурі (річка)
Міссу́рі — притока річки Міссісіпі, що протікає територією США. Міссурі починається в злитті річок Медісон, Гіллатін та Джефферсон у штаті Монтана, і впадає в Міссісіпі на північ від Сент-Луїса (Міссурі). Річка 3 767 км завдовжки, , а її басейн вкриває майже одну шосту території Північної Америки. Залежно від того, чи її довжина підраховується від головних джерел приток річки (тобто від озера Ітаска у штаті Міннесота), або від їх злиття, де Міссурі вперше отримує свою назву (біля Трі-Форкс, Монтана), ця річка є другою або третьою у Сполучених Штатах за довжиною. До реалізації програми Піка-Слоана вона була найдовшою після Міссісіпі (якщо її довжина підраховувалася разом з Міссурі) річкою в США.
Система річок Міссісіпі-Міссурі — третя найдовша річкова система у світі. Згідно з Армійським інженерним корпусом, Міссурі забезпечує близько 45 відсотків стоку Міссісіпі біля Сент-Луїса. Середній стік Міссурі в гирлі становить приблизно 1 050 м³/с, порівняно з 1 300 м³/с у Міссісіпі після впадання річки Іллінойс приблизно на 28 км вище злиття річок. Перетинає річка помірний та субтропічний кліматичні пояси, переважно у степах, вологих лісах та областях високої поясності. Міссурі впадає у Мексиканську затоку, яка розташована між Північною Америкою і Карибським морем, які відносяться до Атлантично — океанічного басейну. Болота, які є притоками річки, забруднюють Міссурі і тому в таких районах річки судноплавство не поширюється або навіть заборонене.
Чорноногі називають її Велика річка.

## Течія

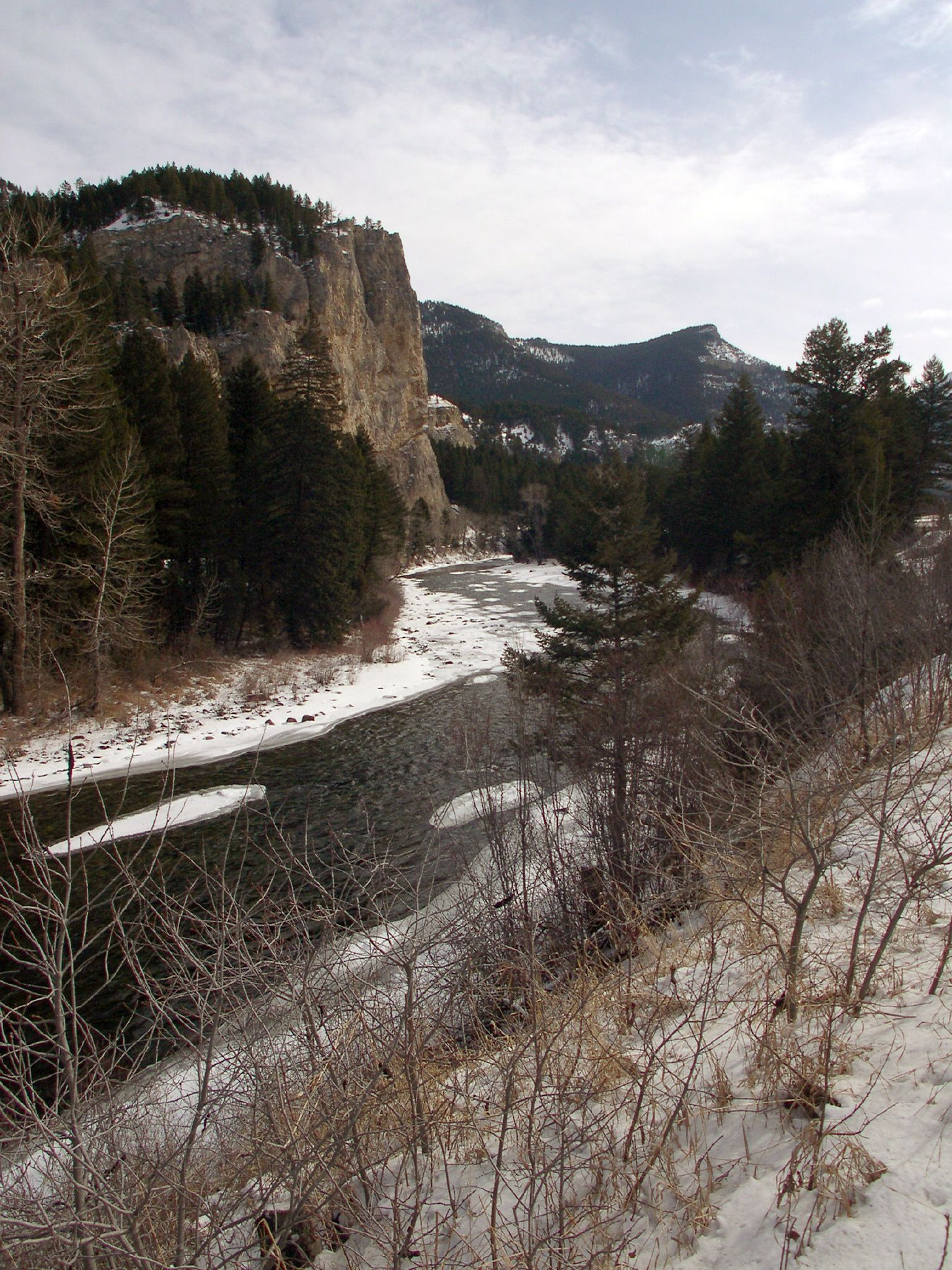
Галлатін — одне з верховин Міссурі

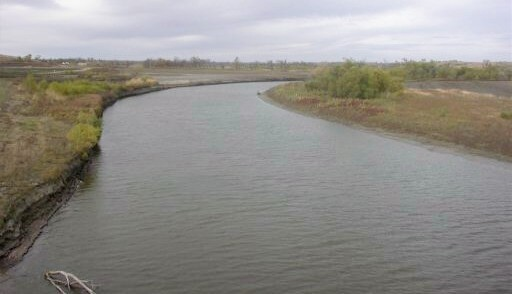
Джеймс — ліва притока Міссурі

Найдовший з витоків починається з струмка Брауер на висоті 2750 м над рівнем моря, на західному схилі гори Джефферсон. Прямуючи спершу на захід, а потім на північ, струмок впадає в Хелл-Реарін-Крик, а той в свою чергу — в річку Ред-Рок. Ухилившись на північний схід, Ред-Рок впадає в річку Біверхед, а та вже формує річку Джефферсон. Річка Файрхол бере початок з озера Мадисон в національному парку Єллоустон і, з'єднуючись з річкою Гібон, формує річку Мадисон. Інший витік Міссурі, Галлатін, бере початок з однойменного озера, розташованого також на території національного парку. Останні два джерела, починаючись у Вайомінгу, течуть переважно в північному і північно-західному напрямках, на територію Монтани.
Офіційно Міссурі починається в місці з'єднання річок Джефферсон і Мадисон в парку штату Виток Міссурі, поблизу містечка Трі-Форкс (Монтана). Галлатін впадає в неї всього за 1,6 км нижче за течією. Потім Міссурі протікає через водосховище Каньйон-Феррі, на захід від частини Скелястих гір, відомої як Великий пояс. Спускаючись з гір поблизу містечка Каскейд однойменного округу, річка тече на північний схід до міста Грейт-Фолс, де вона падає у вигляді серії водоспадів. Після цього Міссурі тече на схід, через мальовничий регіон каньйонів, відомий як Розломи Міссурі. Тут річка приймає ліву притоку Маріас, після чого Міссурі розширюється у вигляді водосховища Форт-Пек, за декілька кілометрів вище від місця впадання в неї річки Масселшелл. Відразу нижче водосховища в Міссурі з півночі впадає велика річка Мілк.
Протікаючи в східному напрямку через рівнинні райони східної Монтани, Міссурі зустрічає приток Поплар, що впадає з півночі недалеко від перетину річкою кордону з Північною Дакотою, де Міссурі зустрічає свій найбільш багатоводний приплив — Єллоустон, що тече з південного заходу. У місці його з'єднання Міссурі насправді має меншу витрату води, ніж сам Єллоустон. Далі річка, звиваючись, тече далі на схід повз міста Уільстон і утворює водосховище Сакакаві, сформоване дамбою Гаррісон. Нижче греблі Міссурі приймає західний приплив Найф, а потім тече в південному напрямку до столиці Північної Дакоти — міста Бісмарк, де у неї впадає річка Харт, що також тече із заходу. Далі, відразу нижче притоку Каннонбол, на річці знаходиться водосховище Оахе. Згодом, нижче дамби Оахе, Міссурі продовжує текти на південь, приймаючи такі західні притоки як Гранд, Моро та Шайєнн, вже на території штату Південна Дакота.
Виходячи на Великі Рівнини, Міссурі робить поворот на південний схід, тут річка приймає значний західний приток Ніобрара і безліч дрібних приток. Потім річка тече в східному напрямку, формуючи кордон штатів Південна Дакота та Небраска, а далі, приймаючи великий північний приток Джеймс, повертає на південний схід, складаючи кордон вже між Небраска й Айова. Трохи нижче Джеймса Міссурі приймає інший значний північний приток — Біг-Су. У міста Омаха Міссурі зустрічає свій найдовший приток — річку Платт, що впадає із заходу. Нижче річка становить невелику частину кордонів штатів Небраска й Міссурі, а далі — Канзасу і Міссурі. Нижче міста Канзас-Сіті, де в Міссурі впадає Канзас, річка протікає через центральну частину штату Міссурі, де вона зустрічає приток Осейдж, що впадає трохи нижче міста Джефферсон-Сіті. Міссурі впадає в Міссісіпі на північ від Сент-Луїса, на кордоні зі штатом Іллінойс.

## Басейн Міссурі

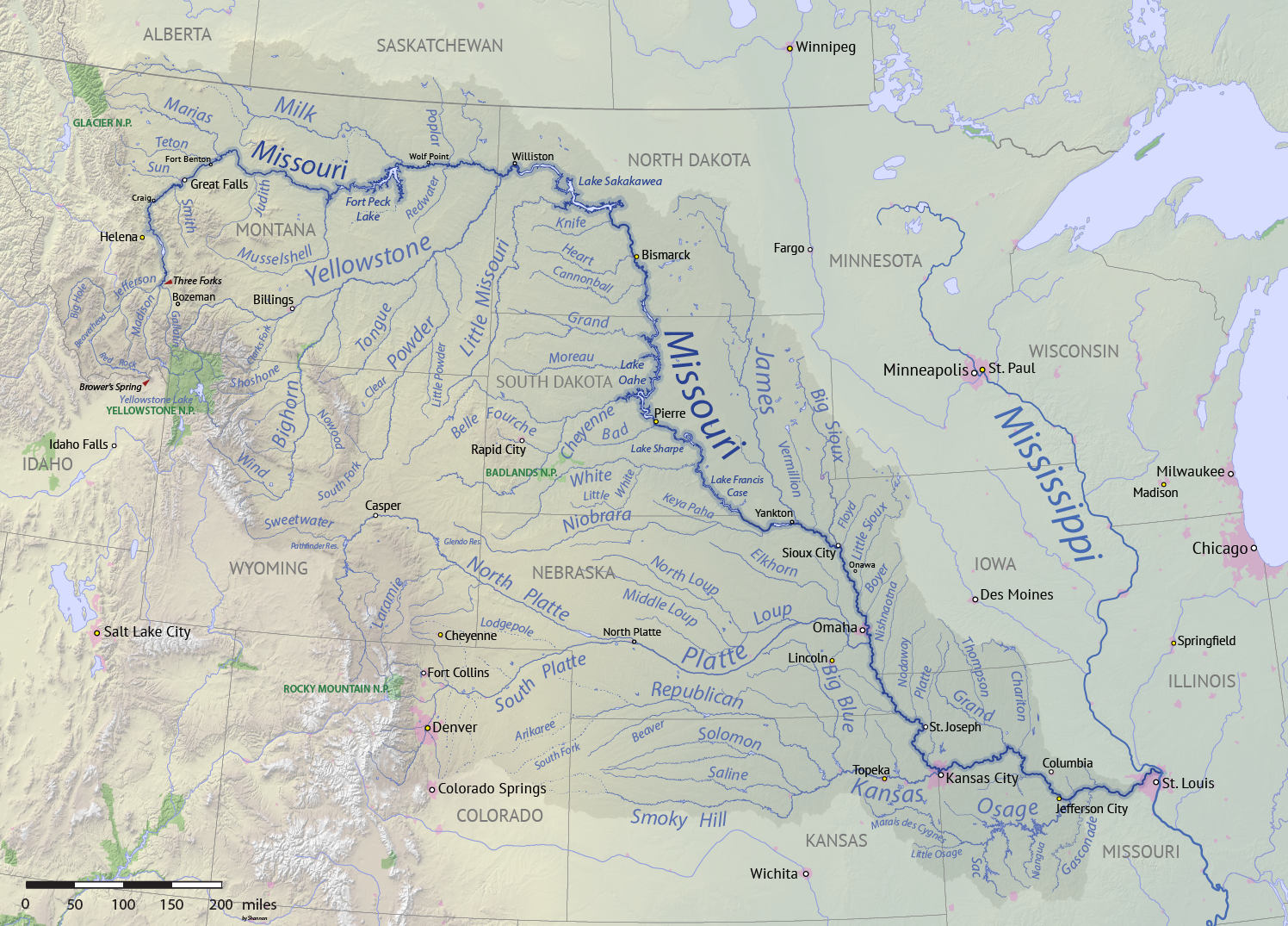
Карта басейну Міссурі

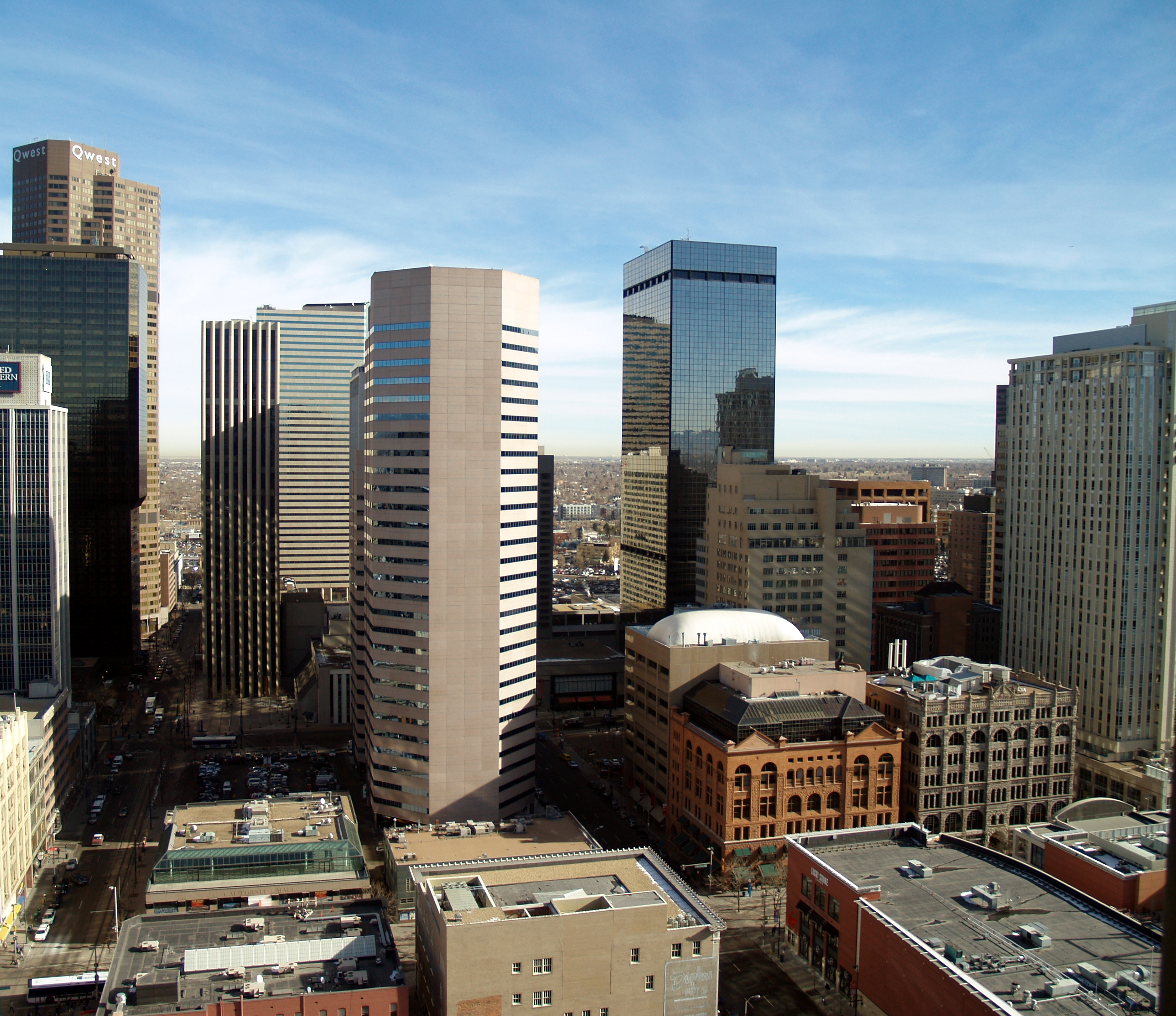
Денвер — найбільше місто в басейні Міссурі

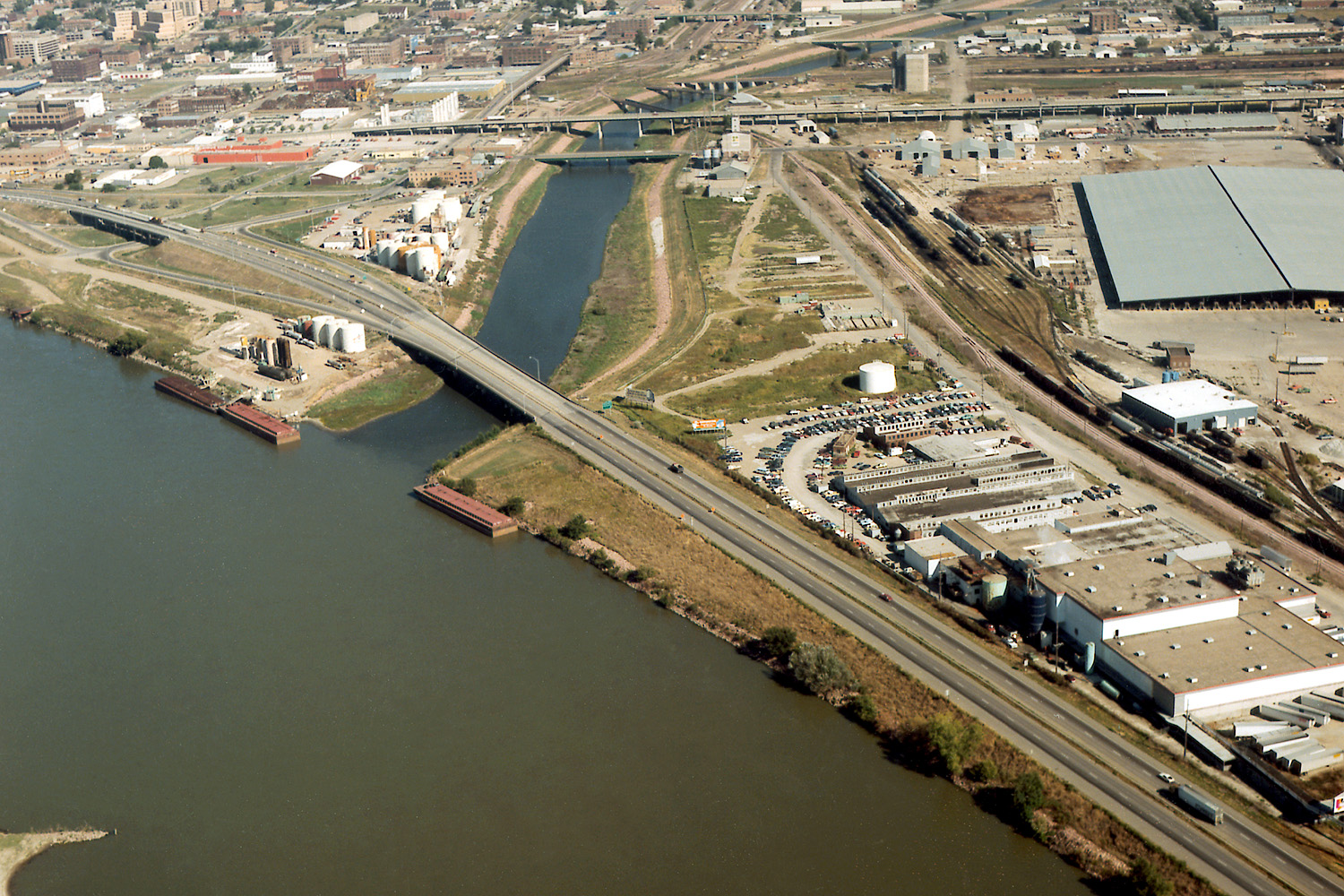
Міссурі в місті Су-Сіті, Айова

Маючи площу басейну близько 1 371 000 км ², Міссурі охоплює майже одну шосту від площі США або приблизно 5 % від площі всієї Північної Америки. Порівняний за розміром з канадською провінцією Квебек, басейн Міссурі охоплює майже всю центральну частину Великих Рівнин, тягнучись від Скелястих гір на заході до долини Міссісіпі — на сході і від канадського кордону на півночі до вододілу з басейном річки Арканзас — на півдні. У порівнянні з Міссісіпі вище їх злиття, Міссурі майже в вдвічі перевершує її за довжиною та майже втричі — за площею басейну. Частка Міссурі в річному стоці Міссісіпі становить 45 % після Сент-Луїса, а в окремі посушливі роки досягає 70 %.
За даними на 1990 рік в басейні Міссурі проживало близько 12 млн осіб. Він повністю включає територію американського штату Небраска, а також значну частину території штатів Колорадо, Айова, Канзас, Міннесота, Міссурі, Монтана, Північна Дакота, Південна Дакота і Вайомінг, а також невелику частину території канадських провінцій Альберта і Саскачеван. Найбільшим містом на території басейну є Денвер (штат Колорадо) з населенням понад 600 тис. осіб, який утворює велику агломерацію з населенням понад 4 млн осіб за даними на 2005 рік. Інші великі міста розкидані головним чином у південно-східній частині басейну Міссурі: Омаха (Небраска), Канзас-Сіті (Міссурі), Канзас-Сіті (Канзас) і Сент-Луїс (Міссурі). Північно-західна частина басейну навпаки — досить малонаселена. Проте, саме тут розташовані найдинамічніші міста басейну, такі як, наприклад, Біллінгс (Монтана).
З орними землями площею понад 440 000 км басейн річки Міссурі включає майже чверть всіх сільськогосподарських угідь країни, забезпечуючи понад третину всього врожаю пшениці, вівса, ячменю і льону в США. Водночас зрошувані землі становлять лише 28 000 км від всіх сільськогосподарських угідь басейну. Ще 730 000 км² становлять пасовища, головним чином для великої рогатої худоби. Ліси, здебільшого вторинні, займають близько 113 000 км² території. Площа населених пунктів становить менш як 34 000 км, більша їх частина лежать вздовж самої Міссурі і декількох найбільших приток, таких як Платт і Єллоустон.
Висота басейну Міссурі над рівнем моря змінюється від близько 120 м в місці гирла до 4357 м на вершині гори Лінкольн у центральному Колорадо. Сама річка падає загалом на 2629 м від джерела Бровера. Хоча рівнини басейну мають дуже малий місцевий вертикальний ухил, підйом землі становить 1,9 м/км зі сходу на захід. Підняття становить менш як 180 м на східному кордоні басейну, але сягає 910 м в багатьох місцях біля підніжжя Скелястих гір.
Клімат басейну різний, в цілому характеризується як континентальний з теплим вологим літом і холодною, досить суворою зимою. Більша частина басейну отримує від 200 до 250 мм опадів на рік. Водночас крайня західна частина басейну в Скелястих горах, а також південно-східні райони в штаті Міссурі отримують до 1000 мм опадів. Більша частина опадів випадає в зимовий період, хоча для західної частини басейну характерний також недовгий, але інтенсивний період літніх гроз, як тієї, що викликала повінь у Блек-Гіллс 1972 у місті Рапід-Сіті. Взимку в Монтані, Вайомінгу і Колорадо температури можуть знижуватися аж до -51 °C, тоді як літні температури в Канзасі і Міссурі можуть сягати 49 °С.
Басейн Міссурі межує з багатьма іншими водозборами США і Канади. Американський континентальний вододіл, що проходить по головному хребту Скелястих гір, формує також і більшу частину західного кордону басейну. Басейни трьох річок: Міссурі, Колумбії і Колорадо зустрічаються в районі хребта Вінд-Рівер, у Вайомінгу. На південь від цього місця басейн Міссурі межує на заході з басейном Грін-Рівер, притокою Колорадо, далі на південь з самим Колорадо. І Колорадо і Колумбія впадають у Тихий океан. Однак у західній частині штату Вайомінг, між басейнами Міссурі і Грін-Рівера (притока Колорадо) є досить велика безстічна область. Цю область іноді відносять до басейну Міссурі попри те, що вона не несе свої води на жоден з боків Континентального вододілу.
На півночі басейну Міссурі відокремлений набагато нижчим Лаврентійським вододілом від басейну річки Олдмен, яка є притокою річки Південний Саскачеван, а також від річок Суріс, Шеєнн і менших приток Північного Реду. Всі вони є частиною басейну річки Нельсон, що впадає в Гудзонову затоку Північного Льодовитого океану. Між водозборами Міссурі і річки Нельсон є кілька досить значних безстічних областей, розташованих на півдні канадських провінцій Альберта і Саскачеван. Східним кордоном басейну є водозбори річок Міннесота і Де-Мойн (притоки верхньої частини Міссісіпі). Південна межа проходить по плато Озарк і деяким іншим низьким вододілам, що відокремлюють басейн Міссурі від річок Вайт-Рівер і Арканзас — також притока Міссісіпі.

## Геологія

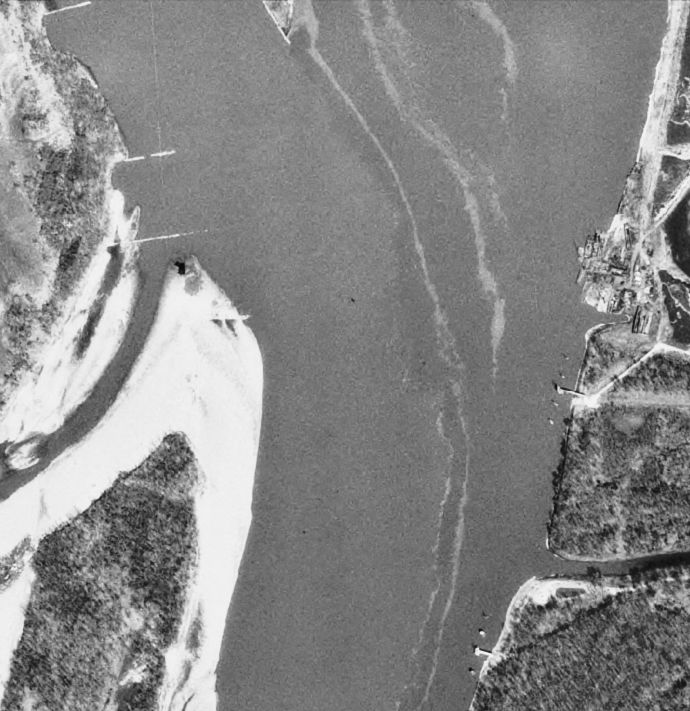
Злиття Міссурі та Міссісіпі

Скелясті гори південно-західної Монтани в верхів'ях Міссурі піднялися за часів ларамійского орогенезу — горотвірного процесу, що відбувався 70-45 млн років тому (кінець крейди — початок палеогену). Цей орогенез підняв крейдяні породи уздовж західного берега моря Ніобрара — мілководного внутрішнього моря, що простягалося від Північного Льодовитого океану до Мексиканської затоки та накопичило відкладення, які сьогодні лежать в основі більшої частини басейну Міссурі. Ларамійске підняття стало причиною відступу моря і заклало основу для великої річкової системи, що спускається зі Скелястих гір та Аппалачей — попередника сучасного басейну Міссісіпі. Процес горотворення є необхідним для гідрології Міссурі з огляду на те, що значну роль в живленні річки грають снігу і льоди, що тануть в Скелястих горах.
Міссурі і багато її приток перетинають Великі рівнини, протікаючи вище або врізаючись у породи групи Огаллала, а також в давніші осадові породи середнього кайнозою. Найнижчій кайнозойській блок (формація Білої річки) відкладається близько 35-29 млн років тому; він складний аргілітами, пісковиками, вапняками і конгломератами. Пісковики русла і детальніші відкладення річкової групи Арікарі були відкладені близько 29-19 млн років тому. Огаллала міоценового віку і більш молода пліоценового формація Широкої води відкладені над групою Арікарі і сформовані з ерозійного матеріалу Скелястих гір протягом посиленого рельєфоутворення; ці формації простягаються від Скелястих гір майже до кордону зі штатом Айова і служать причиною м'якого, але постійного ухилу Великих рівнин на схід і являють собою основний водоносний горизонт.
Безпосередньо перед самим четвертинним заледенінням Міссурі була, ймовірно, розділена на 3 сегмента: верхню частину, що текла на північний схід і впадає в Гудзонову затоку, а також середню і нижню частини, що текли на схід. У ході Іллінойського (середньочетвертичне) заледеніння Міссурі була змушена змінити напрямок на південно-східний аж до сучасного місця впадання в Міссісіпі; заледеніння також спричинило об'єднання сегментів в єдину річкову систему, що тече вздовж регіонального ухилу.
Одне з прізвиськ, Велика каламутна річка («Big Muddy»), дано Міссурі за незвично великі відкладення осадів і мулу — одні з найбільших серед усіх річок Північної Америки. Раніше річка брала участь у транспортуванні близько 193—290 млн тонн матеріалу щорічно. В наші дні будівництво дамб зменшило кількість цього матеріалу до 18-23 млн тонн. Значна частина матеріалу з'являється через розмив заплави під час змін русла річки. Будівництво дамб багато в чому змінило природне місце виносу осадового матеріалу. Водосховища, розташовані вздовж річки отримують щорічно близько 32,9 млн тонн матеріалу. Тим не менш, навіть сьогодні Міссурі транспортує більше половини всього твердого стоку, що виноситься в Мексиканську затоку. Велика дельта Міссісіпі також багато в чому була утворена завдяки матеріалу, що виноситься Міссурі.

## Історія

### Перші люди

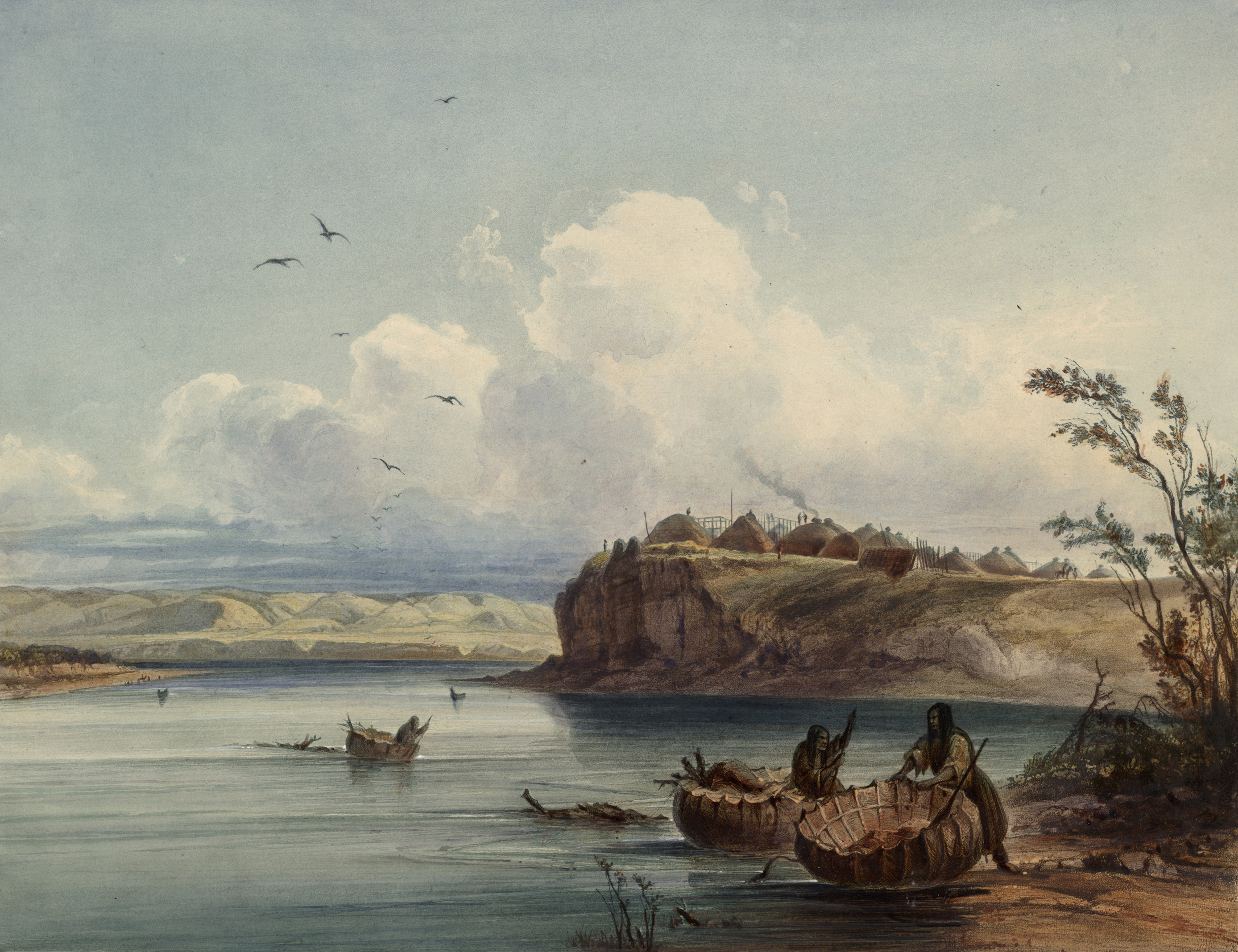
«Село манданів» — картина Карла Бодмера, близько 1840—1843 років

Згідно з археологічними даними, перші люди в басейні річки Міссурі з'явилися приблизно 10 000 — 12 000 років тому, наприкінці плейстоцену. Наприкінці останнього льодовикового періоду розпочалася велика міграція людей через Берингію з Євразії на територію обох Америк. Переселення відбувалося досить повільно і займало багато століть; річка Міссурі була одним з головних міграційних шляхів у долину Огайо і долину нижньої течії Міссісіпі. Проте, значна частина переселенців, в тому числі будівельники курганів, залишилася безпосередньо в долині річки, ставши предками пізніших індіанців Великих рівнин.
Індіанці, що жили вздовж Міссурі мали доступ до достатньої кількості їжі, води і житла. Рівнини були населені безліччю тварин, що забезпечували корінне населення цих місць м'ясом, одягом та іншими необхідними предметами побуту; рослинність долини річки також забезпечувала цих людей природними травами і основними продуктами харчування. Немає жодних доєвропейських письмових свідчень про ці племена через відсутність у них писемності. Згідно з описами дослідників, основними племенами, які проживали уздовж річки, були: ото, міссурі, омаха, понка, брюле, лакота, сіу, арікара, хідатса, мандани, ассінібойни, гровантри і пікані.
Індіанці принаймні обмежено використовували Міссурі як торговий і транспортний шлях. Крім того, річка і її притоки часто утворювали кордони племен. Місцеві індіанці вели напівкочове життя, багато племен мали різні літні та зимові місця стоянок. Проте, саме вздовж річки був розташований центр багатства і торгівлі регіону. Велике скупчення сіл манданів, хідатса і арікара на островах і стрімких берегах Міссурі було домівкою для тисяч індіанців, а пізніше його використовували також перші дослідники цих місць і торговці хутром як ринки і факторії. Після того, як у місцевих племен з'явились коні, їхній стиль життя зазнав корінних змін. Використання коней дозволило їм подорожувати на більші відстані і, таким чином, полегшило полювання, комунікацію і торгівлю.
Колись десятки мільйонів бізонів (яких ще називають баффало), населяли рівнини в басейні річки Міссурі. Життя більшість індіанських племен залежало від цього виду як від джерела їжі, а їхні шкіри та кістки слугували для виробництва інших предметів побуту. Бізонам також була користь від періодичних контрольованих випалювань мертвої рослинності, які здійснювали місцеві жителі. Завдяки великій популяції бізонів ця місцевість дістала назву великий бізонячий пояс, багатої на рослинність області, що простягалась від Аляски до Мексики вздовж східного флангу Континентальний американський вододіл|Континентального поділу. Однак, після прибуття європейців у Північну Америку, відбулось різке зменшення чисельності як бізонів так і місцевих жителів. До 1833 року мисливство знищило популяцію бізонів на схід від річки Міссісіпі і зменшило їхню чисельність у басейні Міссурі до кількох сотень. Іноземні хвороби, так як віспа лютували по всій території, знищуючи популяцію індіанців. Залишені без свого первинного засобу для існування місцеві жителі, які залишились в живих, були змушені об'єднуватись і поселятись в резерваціях.

### Ранні дослідники

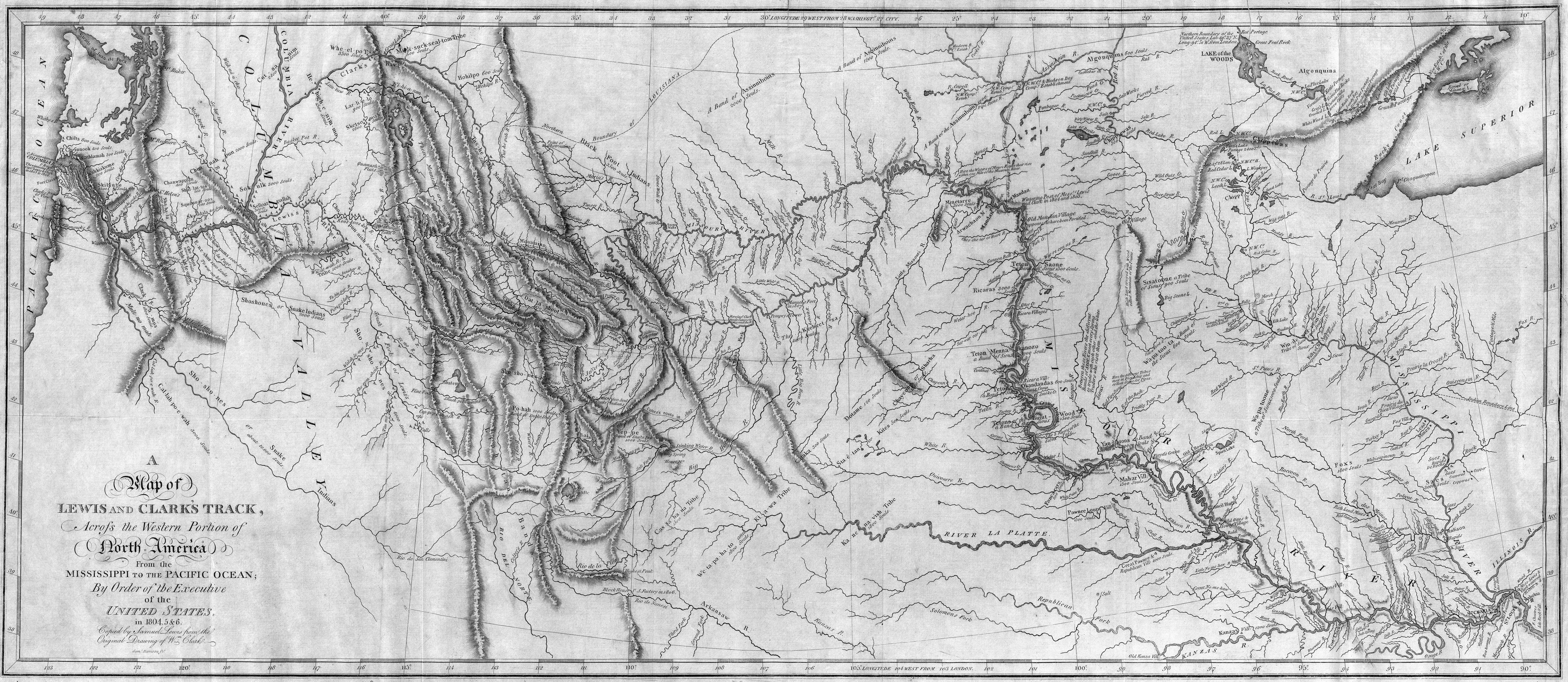
Карта Льюїса і Кларка

У травні 1673 року французька дослідники Луї Жольє і Жак Маркетт вирушили з поселення Сент-Ігнас на озері Гурон вниз по річках Вісконсин і Міссісіпі сподіваючись досягти Тихого океану. Наприкінці червня вони досягли річки Міссурі, ставши першими задокументованими європейськими відкривачами цієї річки, на якій згідно з записами в їхньому журналі була повінь. Ця експедиція дослідила лише гирло річки, попрямувавши далі вниз по Міссісіпі, а дізнавшись, що та, всупереч їх очікуванням, впадає в Мексиканську затоку, повернула назад від злиття річки Арканзас з Міссісіпі, за 710 км до затоки.
1682 року Франція розширила свої територіальні претензії в Північній Америці, включивши до свого складу землі на захід від річки Міссісіпі, в тому числі нижню частину Міссурі. Проте, річку, по суті, ще не досліджували європейці аж до експедиції під керівництвом Етьєна де Веньярда, Сьєра Бургмонта в 1714 році, яка досягла принаймні гирла річки Платт. Водночас не цілком зрозуміло, яким чином Бургмонт, досягнувши лише цього місця, міг описувати у своєму журналі білявих манданів, селища яких лежали на території сучасної Північної Дакоти. Ймовірно, експедиція просунулася набагато далі. В документі, який того ж року опублікував Бургмонт під назвою «Маршрут, яким можна піднятися вверх по річці Міссурі» (англ. The Route To Be Taken To Ascend The Missouri River), для річки він вперше використав назву «Міссурі», крім того, він дав імена багатьом притокам річки, головним чином за назвою племен, що жили вздовж них. Багато з його назв і сьогодні перебувають у вжитку.
Франко-індіанська війна вибухнула в 1754 році, коли протиріччя Франції і Великої Британії в регіоні досягли свого апогею. До 1763 року Франція зазнала поразки від набагато більших сил британської армії, й за умовами Паризької мирної угоди була змушена віддати свої канадські колоніальні володіння Британії, а Луїзіану Іспанії, тобто майже всі свої володіння в Північній Америці.
Найбільш успішною можна вважати експедицію під керівництвом Джеймса Маккея і Джона Еванса. Вони заснували свою зимову стоянку за 32 км на південь від сучасного Су-Сіті в 1795 році, далі просунулися до території Північної Дакоти, де з розмов з місцевим населенням визначили розташування річки Єллоустон. Хоча Маккею і Евансу не вдалося досягти своєї початкової мети — дістатись Тихого океану, але вони склали першу досить точну мапу верхньої течії Міссурі.
Всю Луїзіану, включаючи пониззя Міссурі, купив американський президент Джефферсон у Франції в 1803 році, в результаті чого територія США зросла майже вдвічі. Дотоді вже було відомо про річку Колумбія, що протікає на східних широтах і була популярною думка про існування між Міссурі і Колумбією з'єднання або вузького волока. Мерівезер Льюїс і Вільям Кларк вирушили у свою знамениту експедицію 1804 року яка налічувала 33 особи і розміщувалася на трьох човнах. Хоча вони стали першими європейцями, які подорожували по Міссурі по всій її довжині і які дістались через річку Колумбія тихоокеанського узбережжя, виявити існування північно-західного проходу їм так і не вдалося. Мапи Льюїса і Кларка стали основою для майбутніх дослідників і мігрантів. Встановивши відносини з кількома індійськими племенами, їм вдалося зібрати досить багато інформації про клімат, екологію та геологію регіону. Багато сучасних географічних назв в верхів'ях Міссурі дали учасники цієї експедиції.

### Торгівля хутром

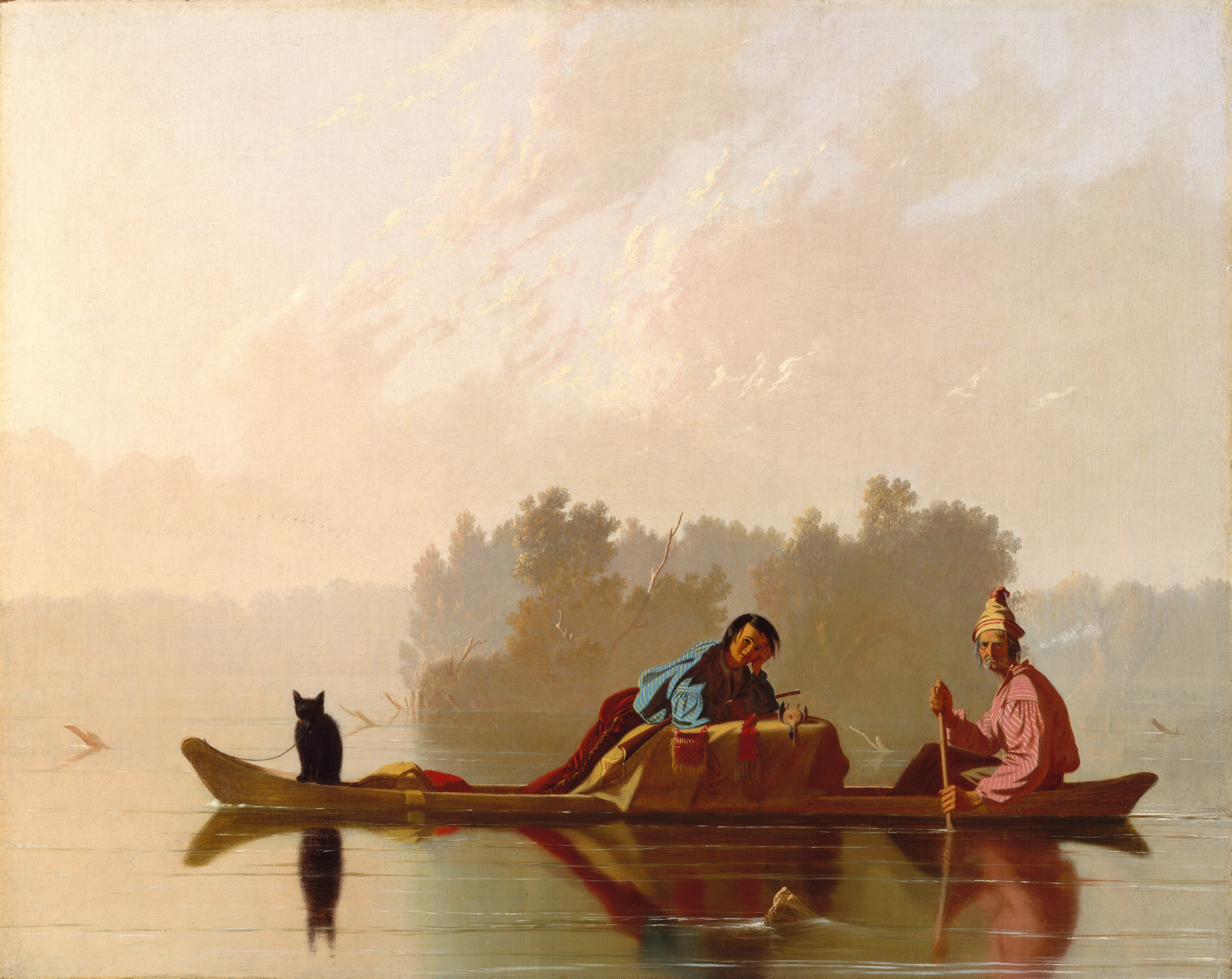
«», картина Джорджа Бінгема, 1845 рік

Перші мисливці за хутром дістались північної частини басейну Міссурі ще у XVIII столітті сподіваючись знайти там популяції бобра і видри. Вони просувалися з різних місць: з Гудзонової затоки, з північного заходу тихоокеанського узбережжя, з середнього заходу США. Проте, більшість з них не затрималися в регіоні занадто довго, не знайшовши значних ресурсів. Перші повідомлення про країну тисяч тварин прийшли після повернення в 1806 році Мерівезера і Кларка зі своєї дворічної експедиції. Їхні журнали описували тисячі баффало, бобрів і видр, а також величезні популяції каланів на північному заході тихоокеанського узбережжя. 1807 року Мануель Ліза організував експедицію, яка призвела до раптового розквіту в регіоні торгівлі хутром. Ліза і його команда подорожували по річках Міссурі і Єллоустон і обмінювали хутро на різні промислові товари в місцевого населення. Крім того, вони заснували форт Раймонд на злитті річок Єллоустон і Бігхорн, на півдні Монтани.
Форт Раймонд був трохи пізніше замінений фортом Ліза біля впадіння Єллоустона в Міссурі та іншим фортом, також званим Ліза, розташованим нижче по річці, у штаті Небраска. 1809 року Ліза спільно з Вільямом Кларком, П'єром Шото та іншими заснували Хутряну компанію Міссурі. У 1828 році Американська хутряна компанія заснувала в гирлі Єллоустона Форт-Юніон, який згодом став штаб-квартирою хутрової торгівлі у верхній частині басейну Міссурі.
У регіон вирушили тисячі мисливців за хутром, які протоптали перші стежки, що їх використовували пізніше перші переселенці, які йшли на захід. Необхідність транспортування величезної кількості хутра вимагала суден. Це було вагомою підставою для початку розвитку на Міссурі річкового транспорту.
У другій половині 1830-их років хутряна промисловість регіону почала повільно затухати. Це пов'язано з різким зниженням попиту на цей продукт, оскільки його значною мірою замінив шовк, а також із серйозним скороченням популяцій бобрів у Скелястих горах через занадто інтенсивне полювання. Крім того, часті напади місцевого населення на торгові пости робили роботу працівників хутряних компаній занадто небезпечною. У низці районів ця галузь продовжувала існувати аж до 1840-х років, однак у більшій частині басейну вона згасла набагато раніше. Центр хутряної індустрії змістився в долину Міссісіпі і в Канаду. Проте, попри занепад галузі, торгівля хутром сприяла відкриттю американського заходу і стимулювала подальший потік переселенців.

### Переселенці та першопрохідці

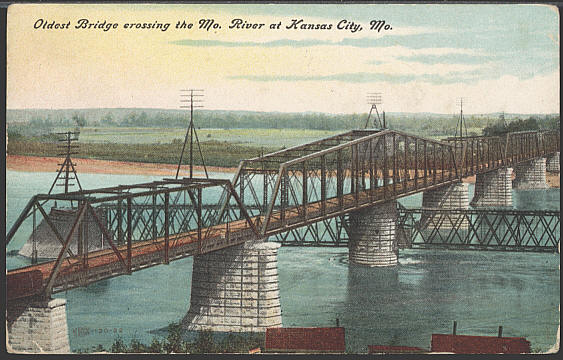
Перший міст через річку Міссурі (відомий як міст Ганнібала) на листівці 1908 року

У XIX столітті Міссурі приблизно визначала кордон країни, так званий американський фронтир, особливо у своїй нижній течії, нижче міста Канзас-Сіті, де вона різко повертає на схід, у серце штату Міссурі. Всі основні переселенські стежки на американський захід починалися саме від річки, включаючи Каліфорнійську, Мормонську і Орегонську стежки, а також шлях Санта-Фе. Перша західна гілка Поні-експрес була поромом через річку в місті Сент-Джозеф. Більшість емігрантів прибували на кінцеву східну станцію Першої трансконтинентальної залізниці поромом через Міссурі між містами Консіл-Блафс і Омаха. Міст Ганнібала, побудований 1869 року в місті Канзас-Сіті, став найпершим мостом через Міссурі. Його розташування стало основною причиною того, що Канзас-Сіті став найбільшим містом на річці від її гирла в Сент-Луїсі.
Взявши собі за ідеал доктрину явного призначення, від 1830 до 1860 року з одного лише міста Індепенденс у пониззі річки на Американський захід виїхало понад 500 тис. осіб, керуючись різними причинами від повного економічного краху до жадоби наживи за часів каліфорнійської золотої лихоманки. Цим шляхом переселенці здебільшого діставались міста Омаха (Небраска), від якого йшли на захід уздовж річки Платт. Основним транспортним засобом аж до встановлення регулярного судноплавства на річці в 1850-х роках були криті вози, часто звані «шхуни прерій».
Золота лихоманка 1860-х у Монтані, Колорадо, Вайомінгу і північній Юті привабила в регіон чергову хвилю мрійників. Хоча деякі вантажі перевозили по суходолу, але більшість транспорту на золоті поля і назад пересувалось річками Міссурі і Канзас, а також річками Снейк у західному Вайомінгу і Бер у Юті, Айдахо і Вайомінгу. Підраховано, що 80 % пасажирів і вантажів із середнього заходу до Монтани пересувались на човнах. Ця подорож займала до 150 днів уверх за течією. Більш прямий шлях на захід у Колорадо лежав уздовж річки Канзас та її притоки Репаблікан, а також кількох менших приток Колорадо, Біг-Сенді-Крік і Саут-Платт, до місця поблизу Денвера.
Переселенці часто стикалися з конфліктами з місцевим населення Великих рівнин, багато з яких переростали в запеклі війни. Договори, укладені з племенами, основною метою яких було врегулювання кордонів, зазвичай не приносили очікуваного результату. Відкриті збройні сутички часто спалахували уздовж Бозманського шляху, на території Монтани, Північної і Південної Дакоти і Вайомінгу. Ці зіткнення вилилися у Війну Червоної Хмари племен лакота і шаєнни проти білих американців. Війна закінчилася укладенням мирного договору 1868 на умовах індіанців.
Проте, мир і свобода корінного населення не тривали занадто довго. Коли американські шахтарі знайшли золото на заході Південної Дакоти і сході Вайомінгу й розпочали його видобуток, то зустріли опір місцевого населення, оскільки за договором форту Ларамі 1868 року ці землі відводилися індіанцям. В результаті в 1876—1877 роках було розв'язано Війну за Чорні Пагорби, що закінчилася розгромом індіанців сіу і шаєннів та їх подальшим запроторенням до резервацій у Вайомінгу і південно-східної Монтани.

### Будівництво гребель

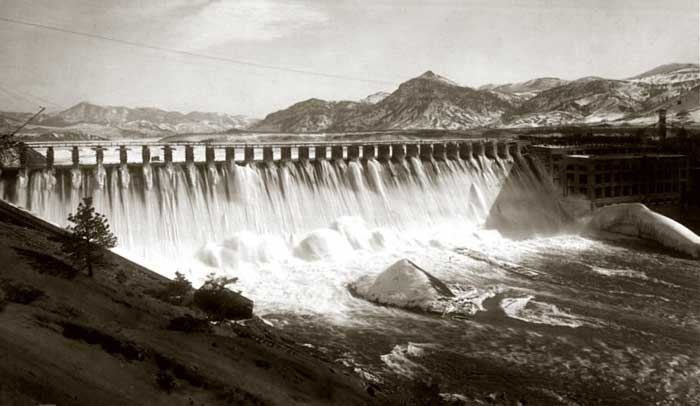
Гребля Хольтер невдовзі після будівництва в 1918 році

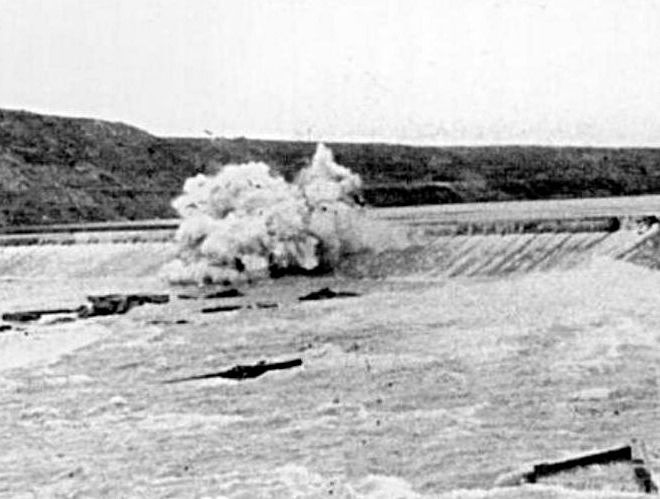
Підрив дамби Блек-Ігл 1908 року, щоб захистити Грейт-Фолл від повеней, пов'язаних з проривом греблі Хаузер вище по річці

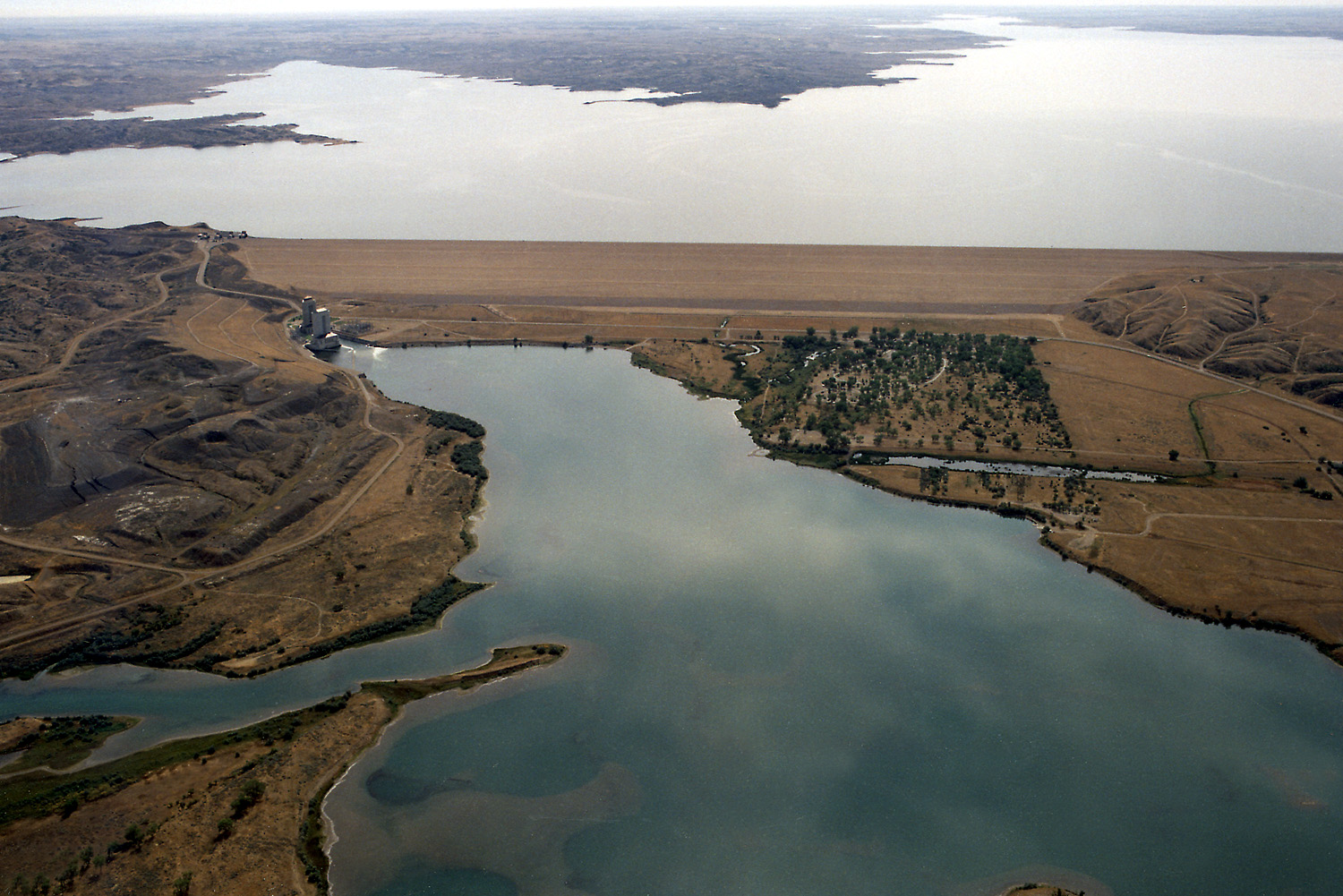
Дамба Форт-Пек

На рубежі XIX і XX століть уздовж Міссурі побудували величезну кількість гребель, що перетворило майже 35 % течії річки на ланцюг водосховищ. Такий розвиток річки був викликаний різними факторами, такими як брак електроенергії в сільських районах північно-західної частини басейну, а також повенями й посухами, що заважали швидкому розвитку сільськогосподарських і міських районів у нижній течії Міссурі. Невеликі приватні гідроенергетичні проекти існували ще від 1890-х років, однак більшість сучасних дамб і водосховищ в середній течії річки створені в першій половині XX століття.
Від 1890 до 1940 року в районі міста Ґрейт-Фолс (Монтана) побудовано 5 гребель для виробництва електроенергії з використанням однойменного ланцюга водоспадів, розташованих на Міссурі. Першою греблею на Міссурі стала дамба Блек-Ігл, яку побудували 1891 року. У 1926 році цю греблю замінили на сучаснішу споруду. Найбільшою з п'яти дамб є Раян, яку побудували 1913 року безпосередньо над найбільшим водоспадом Міссурі, висота якого 27 м. У цей самий час, кілька приватних компаній, найбільшою серед яких була Montana Power Company, почали будівництво на ділянці річки вище Грейт-Фолс і нижче міста Гелена. Невелику споруду, розташовану неподалік від сучасної дамби Каньйон-Феррі, закінчили 1898 року і вона стала другою греблею на Міссурі. Неподалік від цього місця в 1907 році побудували греблю Хаузер, проте вже в 1908 році через конструктивні недоліки вона обрушилася, викликавши катастрофічні повені в районах нижче по Міссурі. Щоб врятувати найближчі заводи від затоплення, було підірвано частину греблі Блек-Ігл. Дамбу Хаузер перебудували в 1910 році і вона стоїть дотепер.
| Греблі на Міссурі | Греблі на Міссурі     | Греблі на Міссурі | Греблі на Міссурі | Греблі на Міссурі | Греблі на Міссурі |
| Гребля            | Штат                  | Висота (м)        | Водосховище       | Потужність, (МВт) |                   |
| ----------------- | --------------------- | ----------------- | ----------------- | ----------------- | ----------------- |
| Тостон            | Монтана               | 17                |                   | 10                |                   |
| Каньйон-Феррі     | Монтана               | 69                | Каньйон-Феррі     | 50                |                   |
| Хаузер            | Монтана               | 24                | Хаузер            | 19                |                   |
| Хольтер           | Монтана               | 38                | Хольтер           | 48                |                   |
| Блек-Ігл          | Монтана               | 4                 | Лонг-Пул          | 21                |                   |
| Рейнбов           | Монтана               | 8,8               |                   | 36                |                   |
| Кочрейн           | Монтана               | 18                |                   | 64                |                   |
| Раян              | Монтана               | 19                |                   | 60                |                   |
| Мороні            | Монтана               | 18                |                   | 48                |                   |
| Форт-Пек          | Монтана               | 76                | Форт-Пек          | 185               |                   |
| Гаррісон          | С. Дакота             | 64                | Сакакаві          | 515               |                   |
| Оахе              | Півд. Дакота          | 75                | Оахе              | 786               |                   |
| Биг-Бенд          | Півд. Дакота          | 29                | Шарп              | 493               |                   |
| Форт-Рендалл      | Півд. Дакота          | 50                | Френсіс-Кейс      | 320               |                   |
| Гэйвинс-Пойнт     | Небраска Півд. Дакота | 23                | Льюїса і Кларка   | 132               |                   |

1918 року за 72 км нижче міста Хелена побудували греблю Хольтер; при створенні водосховища затоплено вапняковий каньйон «Ворота гір» (Gates of the Mountains). 1949 року розпочали будівництво сучасної греблі Каньйон-Феррі для забезпечення боротьби з повенями в районі Грейт-Фолс. 1954 року у води водосховища Каньйон-Феррі занурилася стара споруда 1898 року, який і нині залишається під водою приблизно за 2,4 км вище сучасної греблі. У 1940 році закінчили дамбу Форт-Пек у Монтані, яка забезпечує захист від повеней у пониззі річки. У зв'язку з роботами над будівництвом греблі було створено понад 50 тис. робочих місць за часів Великої депресії в рамках Нового курсу Рузвельта. Проте, Форт-Пек не могла захистити від повеней повною мірою, оскільки контролювала лише невелику частину стоку.
У 1944 році був прийнятий Закон про захист від повеней (Flood Control Act), що дав поштовх до подальшого будівництва дамб. У 1950-х роках на Міссурі побудували 5 гребель: Гаррісон, Оахе, Біг-Бенд, Форт-Рендалл і Гейвінс-Пойнт, спорудження яких здійснювалося в рамках плану Пік-Слоан.

## Флора та фауна

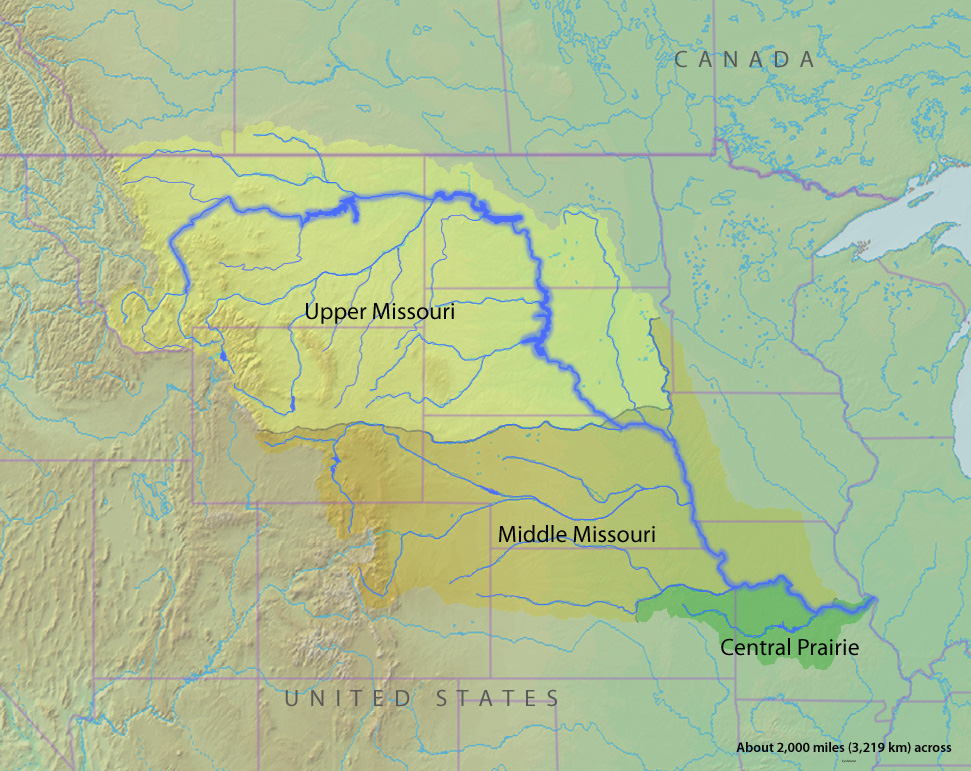
Екорегіони басейну Міссурі

Біорізноманіття в заплаві річки збільшується вниз за течією, від субальпійського клімату в верхів'ях до районів помірного вологого клімату в штаті Міссурі. Рослинність прибережної зони представлена головним чином такими видами дерев як тополя, верба та платан, трапляються також клен і ясен. Через велику концентрацію розчиненого осаду у воді, в Міссурі немає багато типових безхребетних. У басейні річки знаходять близько 300 видів птахів та близько 150 видів риб, багатьом з яких загрожує зникнення, наприклад білий лопатонос. У водах та прибережних районах мешкають такі види ссавців як бобри, видри, ондатри, візони та єноти. З риб в Міссурі водяться різні представники ряду сомоподібні, краппі, великоротий окунь, сонячний окунь синьозябровий, білий американський окунь, короп, строкатий товстолобик, буфало, горбаневі, панцерні щуки тощо.
Всесвітній фонд дикої природи поділяє басейн річки на три основних екорегіони: верхню, центральну та нижню Міссурі. Верхня Міссурі приблизно охоплює територію Монтани, Вайомінгу, Північної Дакоти, півдня канадських провінцій Саскачеван та Альберта та являє собою головним чином чагарниковий напівпосушливий степ. Цей екорегіон характеризує досить мізерне біорізноманіття, відсутність ендеміків та невелика кількість опадів, за винятком Скелястих гір. Центральний регіон займає території Небраски, північного Канзасу, південного Колорадо та прилеглих штатів, його характеризують ліси та луки помірного поясу. Кількість видів тварин збільшується тут приблизно вдвічі порівняно з верхнім екорегіони. Нижня Міссурі охоплює частину території однойменного штату, а також деякі південні райони Канзасу. Незважаючи на значні температурні коливання, цей регіон відрізняється найбільшим біорізноманіттям. 13 видів раків є ендемічними для низин Міссурі.

## Екологія

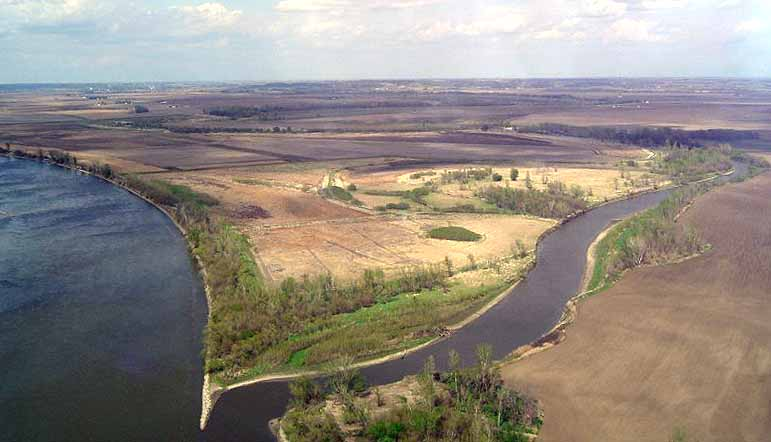
Сільськогосподарські угіддя займають сьогодні значну частину заплави річки

Початок погіршення якості води в річці пов'язаний з розвитком торгівлі, промисловості та судноплавства у XIX столітті. Зміна гідрології річки та розвиток заплави сильно змінили флору і фауну Міссурі. Значну частину природної рослинності поблизу річки вже давно замінили зрошувані сільськогосподарські угіддя. Розвиток заплави призвів до збільшення кількості людей та інфраструктури в районах з високим ризиком повеней. Дамби, що збудовані вздовж третьої частини річки, щоб утримувати річку в межах русла, призвели до збільшення швидкості течії й підвищення пікових потоків у пониззі. Підвищений вміст азоту й деяких інших компонентів, причиною чого є добрива на полях, є серйозною проблемою, особливо в пониззі річки, а також у Міссісіпі, нижче її злиття з Міссурі. Висока концентрація поживних речовин у Міссурі та інших притоках Міссісіпі є також причиною низького вмісту кисню в пониззі річки і у великій зоні Мексиканської затоки.
Перетворення на канали нижньої течії Міссурі зробило річку вужчою, глибшою і менш придатною для проживання прибережної флори і фауни. Були здійснені численні проекти з будівництва дамб і стабілізації берегів, щоб полегшити перетворення 1200 км² заплави на сільськогосподарські угіддя. Будівництво гребель та каналів і пов'язане з ними зменшення кількості відкладу, що переноситься, є причиною знищення місць проживання багатьох риб, птахів і земноводних. На початку XXI століття зниження популяцій багатьох місцевих видів спонукало Службу рибних ресурсів та дикої природи США зайнятися питанням збереження ареалів риб і птахів, що перебувають під загрозою зникнення
. Інженерні війська США також розпочали роботу над відновленням екосистем вздовж нижньої течії Міссурі. Нині вважають за можливе видалення кількох гребель, які звужують течію річки, що дозволило б прибережним екосистемам відновлюватися самостійно. Починаючи з 2001 року є близько 87 000 акрів (350 км²) заплави річки, де відбувається активне відновлення.
2010 року у своїй доповіді Національна дослідницька рада відзначила роль відкладів, які переносить Міссурі, оцінюючи сучасні стратегії відновлення середовищ існування і альтернативні шляхи управління відкладами. У доповіді наголошується, що краще розуміння процесів утворення відкладів стане основою для проектів з покращення якості води та охорони видів, які перебувають під загрозою зникнення.

## Каскад ГЕС
На річці розташовані ГЕС Блек-Ігл, ГЕС Рейнбоу, ГЕС Кокрен, ГЕС Райн, ГЕС Мороні, ГЕС Форт-Пек, ГЕС Гаррісон, ГЕС Oahe, ГЕС Біг-Бенд, ГЕС Fort Randall, ГЕС Gavins Point, ГЕС Тостон, ГЕС Каньйон-Феррі, ГЕС Hauser.